# Батл Маунтин (Невада)
Батл Маунтин (енгл. Battle Mountain) насељено је место без административног статуса у америчкој савезној држави Невада.

## Демографија
По попису из 2010. године број становника је 3.635, што је 764 (26,6%) становника више него 2000. године.
| Група             | 2000.         | 2010.         |
| Белци             | 2.050 (71,4%) | 2.550 (70,2%) |
| Афроамериканци    | 4 (0,1%)      | 16 (0,4%)     |
| Азијати           | 14 (0,5%)     | 14 (0,4%)     |
| Хиспаноамериканци | 677 (23,6%)   | 892 (24,5%)   |
| Укупно            | 2.871         | 3.635         |